# Highland Rim
Highland Rim es un término geográfico para el área de Tennessee que rodea la cuenca de Nashville.
Highland Rim es una cuesta que rodea la cuenca, y el borde donde la diferencia de elevación es muy pronunciada es una escarpa. Nashville se encuentra en la esquina noroeste de la cuenca.

## Geología y fisiografía
Highland Rim es una sección fisiográfica de la provincia más grande de mesetas bajas del interior, que a su vez es parte de la división fisiográfica Llanuras Interiores. La mayor parte de Highland Rim se encuentra en la Ecorregión 71 de la EPA, Meseta Interior, que forma parte del Bosque Templado del Este.
Las secciones de Highland Rim se refieren a los cuatro puntos cardinales. Highland Rim es bastante continuo y cualquier división del mismo, incluidas las que se hacen a continuación, es algo arbitraria. El término highland, "tierra alta", aquí es relativo: ciertamente es más alto que la cuenca que rodea, pero sin embargo, rara vez se encuentra a una altura superior a los 1100 pies (335,3 m) sobre el nivel del mar y nunca más de unos 1400 pies (426,7 m) sobre el nivel del mar, excepto donde esté interrumpido, principalmente hacia el sureste, por valores atípicos de la meseta de Cumberland. Con la excepción de algunos fondos de arroyos anchos, la tierra se caracteriza por crestas y valles con algunas colinas bastante bajas. Toda la región está bien regada con muchos arroyos perennes. Hay cascadas ocasionales que a veces delimitan el Highland Rim de la cuenca central que rodea.

### Oeste
El Western Highland Rim se encuentra a unas pocas millas al oeste de Nashville y se extiende hasta el valle occidental del río Tennessee. El área es un área montañosa que está atravesada por los valles del río Tennessee y del río Cumberland. El lecho rocoso subyacente de la región es principalmente piedra caliza, pedernal, esquisto y arenisca del misisípico con exposiciones de piedra caliza, pedernal y esquisto del Devónico, Silúrico, Ordovícico y Cámbrico. En su parte norte, las dolinas ocurren fácilmente en un área con una extensión al sur de la meseta Pennyroyal de Kentucky.

### Este
El Eastern Highland Rim se eleva aproximadamente cincuenta millas al este de Nashville y limita al este con un terreno aún más alto, la meseta de Cumberland. La erosión ha expuesto el lecho rocoso de carbonato de la edad del Paleozoico tardío. Estas rocas carbonatadas contienen cantidades variables de pedernal y, a menudo, están intercaladas con rocas clásticas de grano fino. Como resultado, estas rocas son más resistentes a la erosión que las calizas subyacentes más puras del Paleozoico inferior (temprano). La geología es diversa y es típicamente de piedra caliza en los fondos de los valles (alrededor de 500 pies (152,4 m) elevación) y arenisca en crestas (alrededor de 1,000 pies).

### Norte
Northern Highland Rim se encuentra a unas pocas millas al norte de Nashville y se extiende hasta la frontera de Kentucky, y la región de Kentucky adyacente llamada Pennyroyal es en gran parte una continuación de ella con otro nombre.

### Sur
En su mayor parte, el borde sur es el más alejado de Nashville, y se eleva en algunos puntos a solo unas pocas millas al norte de la frontera con Alabama. Los accidentes geográficos son continuos con los de las partes adyacentes de Alabama, aunque quizás los accidentes geográficos más espectaculares de cualquier parte del Rim se encuentren allí.
La estratigrafía se compone principalmente de calizas planas, dolomitas y esquistos y, en mucha menor medida, de pedernal, limolitas, lutitas y areniscas conglomeráticas de grano muy fino.